# La Grande Nuit de Casanova
Pour plus de détails, voir Fiche technique et Distribution.
La Grande Nuit de Casanova (titre original : Casanova's Big Night) est un film américain réalisé par Norman Z. McLeod, sorti en 1954.

## Synopsis
Italie, 1757. Pippo Popolino, qui souhaite séduire la belle Francesca, prend l'identité du grand Casanova. De fil en aiguille, il est pris dans son rôle et se voit bientôt confier une importante mission par le Doge de Venise. Dans le même temps, Pippo est poursuivi par le vrai Casanova, qui n'apprécie guère que son identité soit ainsi usurpée.

## Fiche technique
- Titre français : La Grande Nuit de Casanova
- Titre original : Casanova's Big Night
- Réalisation : Norman Z. McLeod
- Scénario : Hal Kanter, Edmund L. Hartmann et Aubrey Wisberg
- Musique : Lyn Murray
- Photographie : Lionel Lindon
- Montage : Ellsworth Hoagland
- Costumes : Edith Head (femmes) et Yvonne Wood (hommes)
- Production : Paul Jones
- Société de production : Paramount Pictures
- Pays d'origine : États-Unis
- Format : Technicolor
- Genre :  Aventure et comédie
- Durée : 86 minutes
- Date de sortie : 17 avril 1954

## Distribution
- Bob Hope : Pippo Popolino
- Vincent Price : Casanova
- Joan Fontaine : Francesca Bruni
- Audrey Dalton : Elena Di Gambetta
- Raymond Burr : Bragadin
- Basil Rathbone : Lucio / narrateur
- Hugh Marlowe : Stefano Di Gambetta
- Arnold Moss : le Doge de Venise
- John Carradine : Foressi
- John Hoyt : Maggiorin
- Hope Emerson : la duchesse de Castelbello
- Robert Hutton : Raphaël, duc de Castelbello
- Lon Chaney Jr. : Emo, le meurtrier
- Frieda Inescort : Signora Di Gambetta
- Primo Carnera : Corfa
- Frank Puglia : Carabaccio
- Paul Cavanagh : Signor Alberto Di Gambetta
- Nestor Paiva : Gnocchi

Acteurs non crédités :
- Oliver Blake : Amadeo
- Gino Corrado : un ambassadeur
- Skelton Knaggs : le petit homme